# Рива (Мериленд)
Рива (енгл. Riva) насељено је место без административног статуса у америчкој савезној држави Мериленд.

## Демографија
По попису из 2010. године број становника је 4.076, што је 110 (2,8%) становника више него 2000. године.
| Група             | 2000.         | 2010.         |
| Белци             | 3.663 (92,4%) | 3.741 (91,8%) |
| Афроамериканци    | 136 (3,4%)    | 95 (2,3%)     |
| Азијати           | 48 (1,2%)     | 77 (1,9%)     |
| Хиспаноамериканци | 84 (2,1%)     | 102 (2,5%)    |
| Укупно            | 3.966         | 4.076         |